# Commission de l'économie et des redevances
En Suisse, la Commission de l'économie et des redevances (CER ; en allemand : Kommission für Wirtschaft und Abgaben, WAK ; en italien : Commissione dell'economia e dei tributi, CET ; en romanche : Cumissiun per economia e taxas, CET ; en anglais : Economic Affairs and Taxation Committee, EATC) est une commission parlementaire fédérale qui traite des affaires législatives concernant l'économie et les redevances.

## Description
Il existe deux commissions de l'économie et des redevances, une par chambre de l'Assemblée fédérale : la Commission de l'économie et des redevances du Conseil national (CER-N), qui compte 25 membres, et la Commission de l'économie et des redevances du Conseil des États (CER-E), qui en compte 13.
Les CER sont des commissions thématiques (ou commissions législatives) permanentes. Elles ont été créées en 1991.

## Attributions
Les CER traitent des questions liées à l'économie nationale, y compris la promotion économique et le tourisme, au marché du travail (sans l'assurance-chômage), au marché financier, aux politiques conjoncturelle et monétaire et à la fiscalité.
La concurrence, l'information des consommateurs, la propriété intellectuelle et l'agriculture sont notamment de son ressort.

### Travaux
Lors de la 50e législature, elles traitent en particulier le projet d'abandonner l'impôt sur la valeur locative pour les logements occupés par leurs propriétaires. En contrepartie, il ne serait plus possible de déduire les frais d’entretien, ni les mesures d’économie d’énergie,.